# 卡布雷拉硬毛鼠
卡布雷拉硬毛鼠，是一種古巴特有、極度瀕危的類似老鼠的哺乳動物。
牠們體長為60至90釐米，頭部寬，眼睛狹小。皮毛很短，棕色至灰色，有一層柔軟的短底毛，覆蓋整個身體，尾巴很長。腿很短。牠們與其他啮齒動物的不同之處在於存在三腔胃室。生活在沼澤和沿海紅樹林，在樹上築巢生活。
牠們主要天敵是蛇和猛禽、古巴鱷，人類引入的狗、貓和家鼠。
牠們得名自西班牙動物學家安赫爾·卡佈雷拉。